# باري (أونتاريو)

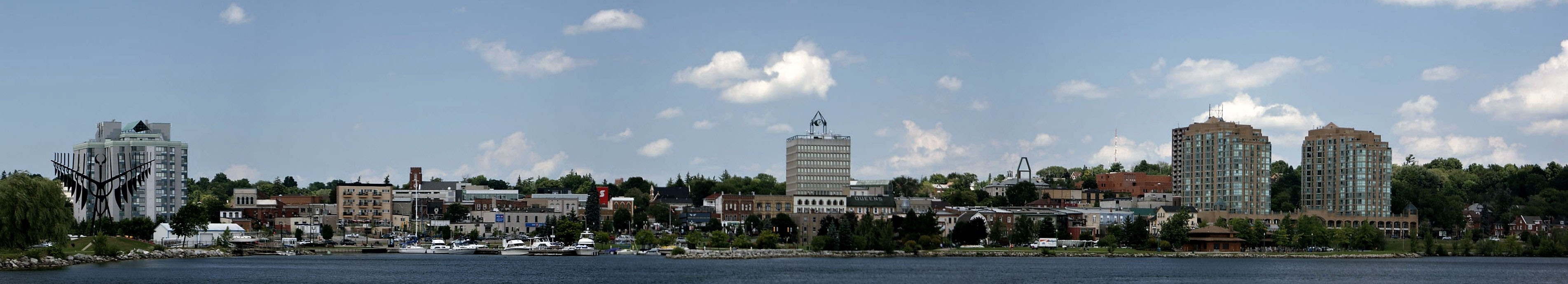
منظر لوشط مدينة باري

باري (بالإنجليزية: Barrie)‏ بلدة كندية في مقاطعة أونتاريو.

## جغرافيتها
تبلغ مساحتها 897.47 كلم2 وعدد سكانها بحسب إحصائية سنة 2006 حوالي 177,061 نسمة بكثافة 1,668 نسمة/كلم2 ورمزها البريدي هو L4M-L4N وإحداثياتها هي 44°24′48″N 79°40′48″W.

## المناخ
يظهر الجدول التالي التغييرات المناخية على مدار السنة لباري:
| البيانات المناخية لـباري | البيانات المناخية لـباري | البيانات المناخية لـباري | البيانات المناخية لـباري | البيانات المناخية لـباري | البيانات المناخية لـباري | البيانات المناخية لـباري | البيانات المناخية لـباري | البيانات المناخية لـباري | البيانات المناخية لـباري | البيانات المناخية لـباري | البيانات المناخية لـباري | البيانات المناخية لـباري | البيانات المناخية لـباري |
| الشهر | يناير                    | فبراير                   | مارس                     | أبريل                    | مايو                     | يونيو                    | يوليو                    | أغسطس                    | سبتمبر                   | أكتوبر                   | نوفمبر                   | ديسمبر                   | المعدل السنوي            |
| --- | ------------------------ | ------------------------ | ------------------------ | ------------------------ | ------------------------ | ------------------------ | ------------------------ | ------------------------ | ------------------------ | ------------------------ | ------------------------ | ------------------------ | ------------------------ |
| الدرجة القصوى قرينة الرطوبة | —                        | —                        | 28                       | 36                       | 39                       | 43                       | 48                       | 44                       | 32                       | 35                       | 26                       | —                        | 48                       |
| الدرجة القصوى °م (°ف) | 15.0 (59.0)              | 14.0 (57.2)              | 26.5 (79.7)              | 30.5 (86.9)              | 35.0 (95.0)              | 35.6 (96.1)              | 38.9 (102.0)             | 37.8 (100.0)             | 35.6 (96.1)              | 30.0 (86.0)              | 25.6 (78.1)              | 19.5 (67.1)              | 38.9 (102.0)             |
| متوسط درجة الحرارة الكبرى °م (°ف) | −2.9 (26.8)              | −1.5 (29.3)              | 3.2 (37.8)               | 11.0 (51.8)              | 18.1 (64.6)              | 23.6 (74.5)              | 26.3 (79.3)              | 25.1 (77.2)              | 20.7 (69.3)              | 13.5 (56.3)              | 6.5 (43.7)               | 0.4 (32.7)               | 12.0 (53.6)              |
| المتوسط اليومي °م (°ف) | −7.7 (18.1)              | −6.6 (20.1)              | −2.1 (28.2)              | 5.6 (42.1)               | 12.3 (54.1)              | 17.9 (64.2)              | 20.8 (69.4)              | 19.7 (67.5)              | 15.3 (59.5)              | 8.7 (47.7)               | 2.7 (36.9)               | −3.5 (25.7)              | 6.9 (44.5)               |
| متوسط درجة الحرارة الصغرى °م (°ف) | −12.4 (9.7)              | −11.7 (10.9)             | −7.4 (18.7)              | 0.2 (32.4)               | 6.5 (43.7)               | 12.3 (54.1)              | 15.3 (59.5)              | 14.3 (57.7)              | 10.0 (50.0)              | 3.9 (39.0)               | −1.0 (30.2)              | −7.3 (18.9)              | 1.9 (35.4)               |
| أدنى درجة حرارة °م (°ف) | −38.9 (−38.0)            | −37.2 (−35.0)            | −30.5 (−22.9)            | −15.0 (5.0)              | −5.6 (21.9)              | −2.2 (28.0)              | 4.4 (39.9)               | 0.0 (32.0)               | −3.9 (25.0)              | −8.3 (17.1)              | −21.1 (−6.0)             | −36.7 (−34.1)            | −38.9 (−38.0)            |
| أدنى درجة حرارة تبريد الرياح | −41                      | −44                      | −37                      | −20                      | −7                       | —                        | —                        | —                        | −4                       | −10                      | −37                      | −42                      | −44                      |
| الهطول مم (إنش) | 82.5 (3.25)              | 61.8 (2.43)              | 58.1 (2.29)              | 62.2 (2.45)              | 82.4 (3.24)              | 84.8 (3.34)              | 77.2 (3.04)              | 89.9 (3.54)              | 94.0 (3.70)              | 77.5 (3.05)              | 88.9 (3.50)              | 73.6 (2.90)              | 932.9 (36.73)            |
| معدل هطول الأمطار مم (إنش) | 16.6 (0.65)              | 16.0 (0.63)              | 29.2 (1.15)              | 56.6 (2.23)              | 82.3 (3.24)              | 84.8 (3.34)              | 77.2 (3.04)              | 89.9 (3.54)              | 94.0 (3.70)              | 75.2 (2.96)              | 66.0 (2.60)              | 22.2 (0.87)              | 710 (27.95)              |
| متوسط تساقط الثلوج سم (إنش) | 65.9 (25.9)              | 45.9 (18.1)              | 29.0 (11.4)              | 5.7 (2.2)                | 0.1 (0.0)                | 0.0 (0.0)                | 0.0 (0.0)                | 0.0 (0.0)                | 0.0 (0.0)                | 2.3 (0.9)                | 22.8 (9.0)               | 51.4 (20.2)              | 223.1 (87.7)             |
| متوسط أيام هطول الأمطار (≥ 0.2 mm) | 14.9                     | 12.3                     | 11.6                     | 12.2                     | 12.9                     | 11.4                     | 11.1                     | 11.8                     | 13.3                     | 15.6                     | 15.4                     | 13.8                     | 156.3                    |
| متوسط الأيام الممطرة (≥ 0.2 mm) | 2.8                      | 3.0                      | 5.4                      | 11.3                     | 12.9                     | 11.4                     | 11.1                     | 11.8                     | 13.3                     | 15.5                     | 11.3                     | 4.6                      | 114.4                    |
| متوسط الأيام المثلجة (≥ 0.2 mm) | 12.4                     | 10.0                     | 6.8                      | 1.5                      | 0.04                     | 0.0                      | 0.0                      | 0.0                      | 0.0                      | 0.54                     | 4.5                      | 9.6                      | 45.38                    |
| متوسط الرطوبة النسبية (%) | 80.00                    | 76.58                    | 72.27                    | 68.50                    | 69.15                    | 74.04                    | 74.73                    | 77.80                    | 79.64                    | 79.96                    | 81.56                    | 82.80                    | 76.42                    |
| متوسط مؤشر الأشعة فوق البنفسجية | 1.09                     | 1.45                     | 1.82                     | 2.82                     | 4.18                     | 4.73                     | 5.40                     | 4.90                     | 3.50                     | 2.10                     | 1.60                     | 1.20                     | 2.90                     |
| المصدر: Temperature, and precipitation (rain/snow) from Environment Canada, relative humidity, wind chill, humidex, and sunshine data from weatherstats.ca based on Environment and Climate Change Canada data, UV indices from World Weather Online. |                          |                          |                          |                          |                          |                          |                          |                          |                          |                          |                          |                          |                          |

## توأمة
لباري (أونتاريو) اتفاقيات توأمة مع:
- تسفايبروكن

## أعلام
- ويليام رونالد
- كيرلي بريدغز
- جيسيكا هارمون
- جون مادن
- ستيف تشياسون
- سارة بيرك
- برينت بورنس
- إيرل كاميرون